# Serhii Sydor
Pour les articles homonymes, voir Sydor.
Serhii Sydor, né le 25 octobre 2002 à Mochoryne,, est un coureur cycliste ukrainien.

## Biographie
En mai 2023, Serhii Sydor se classe dixième du Circuito del Porto-Trofeo Arvedi au sprint. Le mois suivant, il décroche deux podiums aux championnats d'Ukraine sur route, chez les élites et les espoirs. Il représente ensuite son pays natal aux championnats d'Europe, où il participe à la course en ligne espoirs et au contre-la-montre en relais mixte. 
Lors de la saison 2024, il se distingue en devenant champion d'Ukraine chez les élites, devant son compatriote Anatoliy Budyak.

## Palmarès et résultats

### Par année
- 2023
  - 2e du championnat d'Ukraine sur route espoirs
  - 3e du championnat d'Ukraine sur route
- 2024
  -  Champion d'Ukraine sur route
  -  Champion d'Ukraine sur route espoirs
- 2025
  - 2e de la Coppa Ardigò
  - 2e du Mémorial Cochi Boni

### Classements mondiaux
| Année           | 2021   | 2022 | 2023 |
| --------------- | ------ | ---- | ---- |
| UCI Europe Tour | 1 250e |      | 538e |